# Pedro Parages Diego-Madrazo
Pedro Parages Diego-Madrazo   (Madrid, 17 de desembre de 1883 - Sent Lobés, 15 de febrer de 1950) fou un futbolista espanyol, d'origen francès, de la dècada de 1900.
Fou el cinquè president del Reial Madrid, entre juliol de 1916 i maig de 1926.
Com a jugador defensà els colors d'Association Sportive Amicale i Madrid FC. A més, dirigí la selecció espanyola als Jocs Olímpics de 1924.

## Palmarès
- Copa del Rei de futbol: 1905, 1906, 1907, 1908
- Campionat Regional Centre: 1902-03, 1904-05, 1905-06, 1907-08